# André Guilloteau de Grandeffe
André Guilloteau comte de Grandeffe († 4. Februar 1825 in Yèvre-la-Ville, Französisches Kaiserreich)  war Graf von Grandeffe und Villedieu, sowie Herr (seigneur) von Montusson und Morlaises.

## Leben
Seine Eltern waren François Guilloteau comte de Grandeffe und Marie du Bec de Mirand. André Guilloteau de Grandeffe war Abgeordneter des Adels bei der vorbereitenden Versammlung der Generalstände von 1789 (assamblées prepartoires des Etats Géneraux). 1810 war er Besitzer des Sechsten Pelonker Hofs bei Danzig.
André Guilloteau de Grandeffe war mit Marie-Louise Tyrel de Poix (1771–1851) verheiratet. Sie hatten mehrere Kinder, darunter
- Raoul Louis Armand Guilloteau de Grandeffe (1798–1870), Offizier der Garde; dessen Sohn
  - Arthur Armand Raoul Guilloteau de Grandeffe (1832–1900), Reisender, Offizier und Schriftsteller.